# زوفیا استافیی
زوفیا استافیی (لهستانی: Zofia Stafiej؛ زادهٔ ۲۱ ژوئن ۱۹۹۹) بازیگر اهل لهستان است. وی دانش‌آموختهٔ مدرسه ملی فیلم ووچ است و در چهل و پنجمین دورهٔ جشنواره فیلم گدنیا برندهٔ جایزهٔ بهترین بازیگری شد. او همچنین دو مرتبه هم نامزد دریافت جوایز فیلم لهستان بوده‌است.
از فیلم‌ها یا مجموعه‌های تلویزیونی که وی در آن‌ها نقش داشته است، می‌توان به صد سال خاندان وینیخ اشاره نمود.